# Tre Valli Varesine 2023
La Tre Valli Varesine 2023, centoduesima edizione della corsa e valida come cinquantunesima prova dell'UCI ProSeries 2023 categoria 1.Pro, si svolse il 3 ottobre 2023 su un percorso di 196,5 km, con partenza da Busto Arsizio e arrivo a Varese, in Italia. La vittoria fu appannaggio del belga Ilan Van Wilder, il quale completò il percorso in 4h36'11", alla media di 42,698 km/h, precedendo l'ecuadoriano Richard Carapaz e il russo Aleksandr Vlasov.
Sul traguardo di Varese 81 ciclisti, dei 172 partiti da Busto Arsizio, hanno portato a termine la competizione.

## Squadre e corridori partecipanti
| N.      | Cod. | Squadra                  |
| ------- | ---- | ------------------------ |
| 1-7     | UAD  | UAE Team Emirates        |
| 11-17   | ACT  | AG2R Citroën Team        |
| 21-27   | ADC  | Alpecin-Deceuninck       |
| 31-37   | AQT  | Astana Qazaqstan Team    |
| 41-47   | BOH  | Bora-Hansgrohe           |
| 51-57   | COF  | Cofidis                  |
| 61-67   | EFE  | EF Education-EasyPost    |
| 71-77   | GFC  | Groupama-FDJ             |
| 81-87   | IGD  | Ineos Grenadiers         |
| 91-97   | ICW  | Intermarché-Circus-Wanty |
| 101-107 | TJV  | Jumbo-Visma              |
| 111-117 | LTK  | Lidl-Trek                |
| 121-127 | MOV  | Movistar Team            |

| N.      | Cod. | Squadra                           |
| ------- | ---- | --------------------------------- |
| 131-137 | SOQ  | Soudal Quick-Step                 |
| 141-147 | ARK  | Team Arkéa-Samsic                 |
| 151-157 | DSM  | Team DSM-Firmenich                |
| 161-167 | JAY  | Team Jayco AlUla                  |
| 171-177 | BWB  | Bingoal WB                        |
| 181-187 | COR  | Corratec Selle Italia             |
| 191-197 | EOK  | Eolo-Kometa Cycling Team          |
| 201-207 | GBF  | Green Project-BardianiCSF-Faizanè |
| 211-217 | IPT  | Israel-Premier Tech               |
| 221-227 | LTD  | Lotto Dstny                       |
| 231-236 | Q36  | Q36.5 Pro Cycling Team            |
| 241-247 | TEN  | TotalEnergies                     |

## Ordine d'arrivo (Top 10)
| Pos. | Corridore        | Squadra | Tempo    |
| ---- | ---------------- | ------- | -------- |
| 1    | Ilan Van Wilder  | Soudal  | 4h36'11" |
| 2    | Richard Carapaz  | EF      | a 16"    |
| 3    | Aleksandr Vlasov | Bora    | a 18"    |
| 4    | Primož Roglič    | Jumbo   | s.t.     |
| 5    | Tadej Pogačar    | UAE     | s.t.     |
| 6    | Michael Woods    | Israel  | s.t.     |
| 7    | Filippo Zana     | Jayco   | s.t.     |
| 8    | Ion Izagirre     | Cofidis | s.t.     |
| 9    | Carlos Rodríguez | Ineos   | s.t.     |
| 10   | Ben O'Connor     | AG2R    | s.t.     |